# Henry Odera Oruka
Henry Odera Oruka (* 1. Juni 1944 in der Provinz Nyanza, Kenia; † 9. Dezember 1995 in Nairobi) gehört zu den großen Vorreitern der modernen afrikanischen Philosophie und wurde vor allem durch sein Projekt der Sage-Philosophy (Weisheitsphilosophie) bekannt. Neben Kwasi Wiredu (Ghana) und Paulin J. Hountondji (Benin) war er es, der neue Wege für die Philosophie in Afrika eröffnete, jenseits einer Gleichsetzung mit traditionellem Denken, Mythologien und Sprichwörtern und damit den Blick frei machte auf das Afrika des 20. Jahrhunderts.

## Leben
Henry Odera Oruka studierte zunächst Naturwissenschaften in Uppsala (Schweden), was ihm durch ein Stipendium ermöglicht wurde, wechselte dann allerdings auf Philosophie an derselben Universität. Als für seinen weiteren Lebensweg wichtigen Lehrer und Freund beschrieb er den Professor für praktische Philosophie Ingemar Hedenus. Als dieser eine Gastprofessur an der Wayne State University in Michigan (USA) annahm, verschaffte er Oruka an dieser Universität eine Stelle, was diesem erlaubte dort seinen Master abzuschließen. 1970 promovierte er an der Universität Uppsala zum Freiheitsbegriff. Er lehrte von 1970 bis zu seinem Tod an der Universität Nairobi.
Odera Oruka hat sich besonders verdient gemacht um die Schaffung einer philosophischen Infrastruktur in Afrika: Er war Mitbegründer und Gründungsvorsitzender des Philosophischen Instituts der Universität Nairobi (1980–1992) und bis zu seinem Tod Vizepräsident des „Inter-African Council for Philosophy“, sowie Vorsitzender der „Philosophical Association of Kenya“. Außerdem war Odera Oruka Mitglied im Exekutivkomitee der FISP (Fédération Internationale des Sociétés de Philosophie) und der WFSF (World Future Studies Federation). Beide Organisationen lud er 1991 bzw. 1995 zur Weltkonferenz nach Nairobi ein.
Odera Oruka gehört zu den wenigen Philosophen, die vom „International Institute of Philosophy“ (Paris) in die berühmte Reihe „Philosophers on Their Own Works“ (Bd. 14, Nr. 1, 1991) aufgenommen wurden. 1993 wurde ihm die Ehrendoktorwürde der Universität Uppsala verliehen.
Neben seiner philosophischen Arbeit trat Odera Oruka wiederholt als Kritiker des Arap Moi Regimes in Kenia in Erscheinung. In vielen seiner Artikel, z. B. „The Philosophy of Liberty“ hat er sich explizit mit den Zuständen in Kenia auseinandergesetzt. Dies brachte ihm u. a. Hausarrest und Publikationsverbot ein.
Am 9. Dezember 1995 wurde er an einer der Hauptstraßen Nairobis von einem Lastwagen überfahren und tödlich verletzt. Inwieweit der Unfall dieses regimekritischen Denkers von anderer Seite verursacht wurde, konnte nie aufgeklärt werden. Fest steht, dass er in der letzten Zeit vor seinem Tod unter Druck gesetzt worden ist, aller Voraussicht nach von der kenianischen Regierung.

## Philosophie
Odera Oruka begann seine philosophische Arbeit und Lehrtätigkeit Anfang der 1970er Jahre in einer Atmosphäre, die geprägt war von Vorurteilen gegenüber und Abwertungen der afrikanischen Gesellschaften, Kulturen und ihrer Träger. Die Möglichkeit originärer Philosophie in Afrika wurde weithin abgesprochen. So schildert Odera Oruka, wie er 1971 als junger Assistent vom damaligen Leiter des „Department of Philosophy and Religious Studies“ an der Universität Nairobi Rev. Prof. Bischof Stephen Neill, ein Brite, mit der Meinung konfrontiert wurde: „I do not think that logic is really a subject for the African mind. We in the West are familiar with it right from the days of Aristotle. The African mind, I believe, is intuitive, not logical.“ („Ich glaube nicht, dass Logik wirklich ein Thema für den afrikanischen Geist ist. Wir im Westen sind seit den Tagen von Aristoteles damit vertraut. Ich glaube, der afrikanische Verstand ist intuitiv, nicht logisch.“) [Odera Oruka, (1990), S. 3]
Während einerseits den Afrikanern die Fähigkeit zu logischem Denken abgesprochen wurde bzw. eine „Geschlossenheit traditionellen Denkens“, d. h. eine Alternativlosigkeit zum etablierten weltanschaulichen System, behauptet wurde, versuchten andererseits die Négritude und die so genannte Ethnophilosophie den Abwertungen der afrikanischen Kultur durch das positive Besetzen von Elementen wie der Intuition oder der Kollektivität zu begegnen. Diese hält Odera Oruka für eine Art naive Flucht in die vorkoloniale Vergangenheit. Er entschloss sich, den Kampf gegen die These von der Geschlossenheit afrikanischer Denksysteme, ihrer Gemeinschaftlichkeit und ihrer radikalen Verschiedenheit vom westlich-rationalen Denken, die er als Teil einer rassistisch-kolonialen Tradition betrachtet, aufzunehmen, ohne dabei den Weg der Ethnophilosophie zu gehen, der seiner Meinung nach in eine Sackgasse führt und die Entstehung einer eigenständigen philosophischen Tradition in Afrika eher behindert als befördert.
So lassen sich in Odera Orukas philosophischem Schaffen zwei zentrale Anliegen festmachen:
- die Befreiung der Philosophie in Afrika von ethnologischen und rassistischen Vorurteilen
- und die Wiederherstellung der weisheitlichen Dimension der Philosophie, die laut Odera Oruka in den letzten Jahrzehnten eher verloren gegangen ist.

### Sinn der Philosophie
Diese weisheitliche Dimension besteht für Odera Oruka vor allem im ethischen Engagement der Philosophen, d. h. in dem Bemühen, ihre Philosophie zum Wohle der Gemeinschaft nutzbringend anzuwenden. Der Gedanke, dass Philosophie keine Wissenschaft im Elfenbeinturm ist, sondern beitragen müsse zu einer Verbesserung der Lebenssituation der Menschen zieht sich wie ein roter Faden durch die Arbeiten Odera Orukas. Mit Hilfe der Philosophie wollte er sozio-ökonomische Benachteiligung, rassistische Mythologien und täuschenden Schein bekämpfen. Der Ethnophilosophie wirft er unter anderem vor, dass sie diesem Anspruch nicht gerecht wird. Eine Gleichsetzung zwischen Philosophie und Mythos hält er für kritisch, da diese dazu dienen könnte die derzeitigen Lebensumstände in Afrika zu rechtfertigen, obwohl es seiner Ansicht nach das Ziel sein muss diese zu verändern.

### Bewahren von Traditionen
Ein zentrales Anliegen seiner Arbeit war es die Traditionen Afrikas zu analysieren um herauszufinden was erhalten werden soll und was zugunsten des Fortschritts beiseite geschoben werden muss. Vor allem für die Traditionen seines eigenen Stammes (den Luos) trat er immer wieder ein, was ihm unter anderem von feministischer Seite auch Kritik einbrachte. So sagte er bei einem Gerichtsprozess als Experte über die Luo Tradition aus, dass der Leichnam des Verstorbenen nicht nach dem Wunsch von dessen Witwe bestattet werden solle, sondern den traditionellen Luo Bestattungsregeln zu folgen sei. Laut ihm lag in diesem Fall kein Indiz dafür vor, dass der Verstorbene ein umfangreiches neues Weltbild adaptiert hätte, was ihn von den Luo Traditionen befreien würde.
Auch verteidigte er die Praxis von „ter“, was oft als Frauen Vererben bezeichnet wird. Nach dem Tod des Mannes zieht die Frau nach dieser Praxis zu einem engen Verwandten von diesem der sich um ihre Versorgung kümmern kann. Laut Oruka sei dies keine zu starke Einschränkung der Frau, da es dieser jederzeit frei stünde einen anderen Bruder oder Cousin des Verstorbenen zu heiraten. Er begründete die Legitimität der Praxis damit, dass laut der Luo Tradition die Ehe nicht mit dem Tod eines Partners endete und dies ein Weg sei dem Verstorbenen Respekt zu zollen. Wer einen Luo heirate müsse verstehen, dass damit zu einem gewissen Teil die Gemeinschaft geheiratet wird. Von einigen wird diese Tradition als wertvolles Auffangnetz gesehen, während andere sie als eine überholte patriarchale Struktur kritisieren und auch darauf Hinweisen, dass „ter“ zu erhöhten Raten von HIV in der Region führt.

### Bestrafung
Wie auch Hedenus stand Oruka dem Konzept der Bestrafung sehr kritisch gegenüber und trat dafür ein, dass Gesellschaften versuchen sollten Kriminellen zu helfen. Bei der Debatte warum Individuen kriminell werden, ging er sogar noch weiter als sein Hedenus, für den Umwelteinflüsse zentral waren, der aber auch noch eine vndividuelle Verantwortung verortete. Oruka hingegen behauptete, dass man die Kriminalität allein durch Umwelteinflüsse erklären könne.

### Religion
Vor allem während seinen Universitätsjahren gehörten Bertrand Russell und Ingemar Hedenus zu den zentralen Einflüssen auf sein Denken, weshalb er eine sehr religionskritische Haltung einnahm. In Orukas Augen war die Religion etwas gefährliches, dogmatisches, das auf Dauer durch Philosophie ersetzt werden sollte, um die Lebensumstände für die Menschen wirklich verbessern zu können.

### Einteilung der Philosophie Afrikas
Odera Oruka schlug die heute einflussreichste Einteilung der afrikanischen Philosophie vor und nimmt diese anhand von folgenden Strömungen vor.
- Die professionelle Philosophie: Sind akademisch ausgebildet, nutzen logisches sowie rationales Denken und sehen Philosophie als etwas an, das dem Individuum zugehörig ist.
- Die Ethnophilosophie: Rekonstruiert eine bereits in afrikanischen Gemeinschaften vorhandene Philosophie. Beschäftigt sich viel mit Sprichwörtern, Werten/Normen und Märchen. Meist wird die Ideengeschichte Afrikas als etwas Gleichbleibendes angesehen, das nur von der Kolonialisierung unterbrochen wurde.
- Die national-ideologische Philosophie: Staatsmänner, die zusätzlich Philosophie betreiben.
- Die Weisheitsphilosophie: Siehe unten.

1990 erweiterte Odera Oruka die Liste um zwei weitere Einträge:
- Die afrikanisch hermeneutische Strömung: Untersuchung des philosophischen Horizontes afrikanischer Begriffe.
- Die literarische Philosophie: Als Beispiel nannte er Wole Soyinka.[6]

## Weisheitsphilosophie
Sein Gegenentwurf zur Ethnophilosophie ist sein Projekt der „Sage-Philosophy“  (Weisheitsphilosophie), in dem das Denken afrikanischer weiser Männer und Frauen (sages) auf der Grundlage eines modernen, an argumentative Kritik und subjektive Begriffsbildung gebundenen, Philosophiebegriffs dokumentiert wird. Im Rahmen dieses Projektes, das ihm auch internationale Beachtung einbrachte, versucht er das Wissen afrikanischer Weiser philosophisch nutzbar zu machen.
Das Projekt der Weisheitsphilosophie bietet Odera Oruka die Möglichkeit, auf die kolonialen Vorurteile bezüglich der Unterlegenheit der afrikanischen Kulturen bzw. auf den Mythos vom kommunalen Denken der Afrikaner zu reagieren, in dem er einzelne kritisch denkende Individuen innerhalb afrikanischer Gemeinschaften identifiziert und ihre Ansichten aufzeichnet und dokumentiert. Sein Projekt grenzt sich damit dezidiert ab von Versuchen, einen Volksglauben zu systematisieren und dann als philosophisches System zu präsentieren. Odera Oruka geht dabei von einem klar umrissenen Philosophiebegriff aus, der Philosophie als eine kritisch-reflexive Denkbewegung, die stets an Individuen gebunden ist, versteht.

### Methode
Gemeinsam mit seinen Kollegen machte er sich auf die Suche nach „sages“ (Weisen), d. h. Männer und Frauen aus verschiedenen Dorfgemeinschaften, die möglichst tief in der traditionellen afrikanischen Kultur verwurzelt sind und innerhalb ihrer Gemeinschaften als weise gelten. Odera Oruka selbst bezeichnet eine Person als „weise“ (sage), die sehr vertraut ist mit den kulturellen Ansichten und Normen sowie den Mythen ihrer Gemeinschaft und in dieser Hinsicht von den Mitgliedern ihrer Gemeinschaft respektiert und um Rat gefragt wird. Mit ihnen wurden Interviews zu philosophisch interessanten Fragen geführt. Die Interviews wurden in der jeweiligen Muttersprache geführt, mit einem Aufnahmegerät aufgezeichnet und später in eine schriftliche Form überführt. Nachzulesen sind ausgewählte und ins Englische übertragene Interviews in dem Band „Sage Philosophy“ (1990). Mit der Überführung der Gespräche in die Schriftform, wird das Wissen traditioneller afrikanischer Weiser heute nicht nur einer größeren Anzahl von Menschen zugänglich und damit dem Vergessen entrissen, Odera Orukas Projekt trägt damit zugleich bei zu einer eigenständigen Philosophiegeschichte Afrikas, deren Rekonstruktion ja vor allem aufgrund der über Jahrhunderte vorherrschenden oralen Traditionsvermittlung vor großen Schwierigkeiten steht.
Die Interviews wurden in einem zweiten Schritt auf ihre philosophische Relevanz hin untersucht. Entsprechend den Ergebnissen unterscheidet Odera Oruka die befragten Personen dann in Volksweise (folk-sage) und in philosophische Weise (philosophical sage). Ein philosophischer Weiser zeichnet sich laut Odera Oruka dadurch aus, dass er nicht bei der Vermittlung des überkommenen Wissens der Gemeinschaft stehen bleibt, sondern dieses einer kritischen Evaluierung unterzieht, Distanz dazu gewinnt und seinen eigenen begründeten Standpunkt findet, der auch in eine Ablehnung der überkommenen Prinzipien münden kann. Philosophische Weise sind in der Lage, neue Regeln und Normen aufzustellen und diese zu begründen bzw. Alternativen zu den gemeinhin akzeptierten Auffassungen und Praktiken vorzuschlagen. Volksweise zeichnen sich im Gegensatz dazu dadurch aus, dass sie die überkommenen Ansichten kritiklos weitergeben und insofern nur die Funktion eines Vermittlers übernehmen. Der Maßstab für eine weisheitliche Aussage ist, dass ein Mensch, der einen weisen Satz spricht auch aufgefordert werden kann, diesen zu begründen oder in der Praxis anzuwenden.

### Kritiker
Das Projekt der Weisheitsphilosophie wird von einer ganzen Reihe von Philosophen und Philosophinnen heute als ein „dritter Weg“ zwischen Ethnophilosophie und Philosophie nach westlichem Vorbild betrachtet. Denn sowohl die unkritische Verklärung des afrikanischen Erbes wie auch die ausschließliche Beschäftigung mit europäischen Konzepten gehen an den Problemen der Afrikaner und Afrikanerinnen vorbei. Die Weisheitsphilosophie bietet nun die Möglichkeit, die Methoden kritischer Reflexion der Philosophie dazu zu nutzen, einen Beitrag zur Überwindung der enttäuschenden Lebensrealität auf dem afrikanischen Kontinent zu leisten unter Nutzung des großen Reichtums an indigenem Wissen.
Aber es gab und gibt auch eine Reihe von Einwänden:
- Dismas Masolo bezweifelt, dass die Aussagen der Weisen wirklich philosophisch sind und über solche eines klugen Alltagsverstandes hinausgehen. Ihm wird nicht überzeugend genug gezeigt, dass die Einsichten in das Leben wirklich rational und systematisch sind. Er wendet z. B. ein, dass die Aussagen Paul Mbuya Akokos  eher solche des „common sense“ sind. Auch wenn es selten sei, Menschen mit intellektueller Lebhaftigkeit zu finden, sind diese noch keine Philosophen. Auch Sokrates habe schließlich nicht alle, mit denen er sprach, zu Philosophen gemacht. Es müsse also ein Unterschied gemacht werden zwischen einem Interview und einem philosophischen Dialog.

- Auch Peter Bodunrin hält die Weisheitsphilosophie nicht für Philosophie im engen Sinne. Er merkt an, dass es eine Sache sei zu zeigen, dass es Personen gibt, die zum philosophischen Dialog fähig sind – eine andere jedoch, dass es afrikanische Philosophen gibt im Sinne von Personen, die mit der organisierten, systematischen Reflexion auf die Gedanken, den Glauben und die Praktiken ihres Volkes beschäftigt sind. Bodunrin hält es für möglich, dass es einzelne Personen gibt, die ihre Tradition kritisch in Frage stellen, aber keine „tradition of organized critical reflection“.  Eine solche Tradition sei aber wiederum die Voraussetzung für Philosophie.

- Lansana Keita kritisiert dieses Projekt als rückwärts gewandt: Statt auf die Suche nach alten Traditionen zu gehen, sollte sich Afrika den Herausforderungen der Moderne stellen, auch in der Philosophie.
- Besonders häufig wurde die Unterscheidung zwischen Volksweisen und philosophischen Weisen kritisiert, da viele Personen je nach Themengebiet zu beiden Gruppen zählen können und es der Einteilung somit an Trennschärfe mangelt.[7]

## Ethikentwurf
Der Ethikentwurf Odera Orukas nennt sich „Parental Earth Ethics“, was sich mit „ursprüngliche Welt oder Erdethik“ übersetzen lässt und betont die Interdependenz der heutigen Welt. Diese gegenseitige Abhängigkeit vergleicht Odera Oruka mit der zwischen Mitgliedern einer Familie, welche im Wesentlichen durch den gemeinsamen Ursprung der Mitglieder verbunden ist. Er wählt diesen Vergleich, um ins Bewusstsein zu rücken, dass jedes Handeln Auswirkungen auf den Rest der Welt hat. Aufgrund dessen darf im Weltmaßstab eine Nation ihr Wohlergehen nicht als alleiniges Ziel ansehen, sondern vielmehr das allgemeine Überleben. Hieraus ergibt sich für die reichen Nationen die Verpflichtung, in einen Reservepool für die ärmeren Nationen zu investieren bzw. ihre Verpflichtung zur Entwicklungshilfe. Dies bezeichnet Odera Oruka als eine parental earth insurance Politik.
Odera Oruka argumentiert, dass es notwendig sei, eine gleiche Verteilung der Ressourcen der Erde zu sichern. Die Realität sieht heute allerdings so aus, dass 1/3 der Weltbevölkerung hungert, während 1/5 mehr konsumiert als für das Überleben bzw. für ein bequemes Leben nötig ist. Dieses Phänomen bezeichnet Odera Oruka als Überkonsumtion.  In seinem Aufsatz „Ethics of Consumerism“ (Ethik einer kritischen Verbraucherhaltung) fordert er die Begrenzung der Überkonsumtion, um das Überleben der Menschheit zu sichern. Überkonsumtion sei deshalb zu verurteilen, da sie einem Teil der Lebewesen die Lebensgrundlage entziehe, aber auch denjenigen, die mehr verbrauchen als gut für sie ist, auf lange Sicht gesehen schade, entweder durch gesundheitliche Schäden oder durch die Zerstörung der Umwelt.
Grundsäule einer neuen, universalen Ethik ist für Odera Oruka das Prinzip einer globalen Gerechtigkeit. Denn eine Ethik mit einem Anspruch auf universale Gültigkeit, und diese neue Ethik müsse Anspruch auf universale Gültigkeit erheben, gehe es doch um den Erhalt der gesamten Welt, könne diesem nur dann gerecht werden, wenn sie es verstehe, Gerechtigkeit vor allem hinsichtlich der existentiellen Bedürfnisse jedes Mitglieds der Gemeinschaft zu gewährleisten.
Überlegungen zu einem Prinzip globaler Gerechtigkeit finden sich bereits in den 70er Jahren und insbesondere in Odera Orukas Aufsatz „The Philosophy of Foreign Aid“  aus dem Jahr 1989. Im Zusammenhang mit der Frage nach der Rechtmäßigkeit des Anspruchs Afrikas auf Entwicklungshilfe unterscheidet Odera Oruka Gerechtigkeit in internationale und globale Gerechtigkeit.
Während internationale Gerechtigkeit vor allem auf die Beziehungen zwischen Individuum und Regierung bezogen und an ein bestimmtes Territorium und seine Souveränität gebunden ist, setzt das Prinzip globaler Gerechtigkeit das Recht auf ein bestimmtes Minimum des Lebensniveaus als ein absolutes.
Odera Orukas Verständnis von Gerechtigkeit kann als eine Form von  Verteilungsgerechtigkeit des gemeinsamen Reichtums der Welt („our common wealth“, wie er an einer Stelle betont) verstanden werden. Dabei steht das Prinzip globaler Gerechtigkeit, das auf die Sicherung des menschlichen Minimums für jeden Menschen zielt, vor und über jedem Recht auf Eigentum oder territoriale Souveränität. Dieses Prinzip setzt voraus, dass von einem Paradigma der Gleichheit zu dem der Verantwortung für den Anderen gewechselt wird und fordert somit zugleich ein völlig ein neues Menschen- und Weltbild.

## Schriften
- Ethics. Nairobi 1998.
- Practical Philosophy. Nairobi 1997.
- The Philosophy of Liberty. Nairobi 1996.
- Philosophy, Humanity and Ecology. Nairobi 1994.
- Sage Philosophy. Indigenous Thinkers and Modern Debate on African Philosophy. Leiden 1990 (Philosophy of History and Culture, Vol 4).
- Trends in contemporary African Philosophy. Nairobi 1990.
- Punishment and Terrorism in Africa. Nairobi 1985.
- Hrsg. mit Dismas A. Masolo: Philosophy and Cultures. Nairobi 1983.